# Glycosmis macrocarpa
Glycosmis macrocarpa là một loài thực vật có hoa trong họ Cửu lý hương. Loài này được Wight mô tả khoa học đầu tiên năm 1840.